# Зернигар Кадын-эфенди
Зернига́р Кады́н-эфе́нди (тур. Zernigar Kadın Efendi; умерла в Стамбуле в 1830-х годах) — седьмая жена османского султана Махмуда II с титулом кадын-эфенди, мать Адиле-султан.

## Биография
О жизни Зернигар Кадын-эфенди известно мало. Она воспитывалась в доме дочери Абдул-Хамида I Эсмы-султан и именно Эсма в 1820-х годах подарила Зернигар брату Махмуду II. Первоначально она стала четвёртой икбал султана, однако после рождения в 1826 году дочери Адиле-султан Зернигар получила титул седьмой кадын-эфенди.
Зернигар умерла от туберкулёза в Стамбуле по разным данным в 1830, 1832 или 1832/1833 годах или же вскоре после рождения дочери. Зернигар Кадын-эфенди была похоронена в мавзолее Накшидиль-султан в Фатихе. После смерти матери Адиле-султан была передана на воспитание главной жене отца Невфидан Кадын-эфенди.